# Vieux chênes de Cantegrel
Vieux chênes de Cantegrel este o arie protejată (sit de importanță comunitară — SCI) din Franța întinsă pe o suprafață de 12,59 ha, integral pe uscat.

## Localizare
Centrul sitului Vieux chênes de Cantegrel este situat la coordonatele 44°45′13″N 1°33′57″E / 44.75361°N 1.56583°E.

## Înființare
Situl Vieux chênes de Cantegrel a fost declarat arie specială de conservare în baza directivei 92/43 din 1992 referitoare la conservarea habitatelor naturale și a faunei și florei sălbatice pentru a proteja 3 specii de animale.

## Biodiversitate
Situată în ecoregiunea atlantică, aria protejată conține 2 habitate naturale: Pajiști uscate seminaturale și facies de acoperire cu tufișuri pe substraturi calcaroase (Festuco-Brometalia) (* situri importante pentru orhidee), Formațiuni de Juniperus communis pe lande sau pajiști calcaroase.
La baza desemnării sitului se află mai multe specii protejate de  nevertebrate (3): croitorul mare al stejarului (Cerambyx cerdo), Limoniscus violaceus, rădașcă (Lucanus cervus).
Pe lângă speciile protejate, pe teritoriul sitului au mai fost identificate 20 de specii de nevertebrate.